# Musikåret 1945

## Händelser
- Skivmärket Dixi slutar säljas i Sverige.[1]
- Telefunken börjar ge ut skivmärket Musica i Sverige.[2]

## Priser och utmärkelser
- Medaljen för tonkonstens främjande – Hugo Alfvén, Tobias Norlind och Robert Haeffner

## Årets album
- Nat King Cole – King Cole Trio
- Bing Crosby – White Christmas
- Glenn Miller – Glenn Miller
- Django Reinhardt – Paris 1945
- Bing Crosby – Selections from Going My Way

## Årets singlar & hitlåtar
Vänligen sortera soloartister på efternamn, musikgrupper på förstabokstaven (utan engelskans "The" och "A")
- The Andrews Sisters – Rum and Coca-Cola
- Doris Day & Les Brown – Sentimental Journey
- Erik Frank, Åke Grönberg & Calle Jularbo – Schottis på Valhall[3]
- Sigge Fürst – Samling vid pumpen[4]
- Vaughn Monroe – Let It Snow! Let It Snow! Let It Snow!
- Ulf Peder Olrog – Samling vid pumpen[5]
- Yngve Stoor – Sjömansjul på Hawaii[6]

## Födda
- 3 januari – Stephen Stills, amerikansk gitarrist, sångare och låtskrivare.
- 10 januari – Rod Stewart, brittisk rocksångare.
- 14 januari – Jacques Werup, svensk musiker, författare, scenartist och manusförfattare.
- 19 januari – Rod Evans, skotsk sångare, medlem i Deep Purple.
- 20 januari – Eric Stewart, brittisk sångare och lårskrivare, medlem i 10cc.
- 26 januari
  - Jacqueline du Pré, brittisk cellist.
  - Ashley Hutchings, brittisk basist och kompositör, medlem i Fairport Convention.
- 27 januari – Nick Mason, brittisk trummis, medlem i Pink Floyd.
- 28 januari
  - Karen Lynn Gorney, amerikansk skådespelare, dansare och sångare.
  - Robert Wyatt, engelsk trummis och sångare, medlem i Canterbury scene.
- 6 februari – Bob Marley, Jamaicansk sångare och musikhjälte.
- 10 februari – Solveig Faringer, svensk sångare och skådespelare.
- 18 februari – Gunilla Gårdfeldt, svensk sångare och skådespelare.
- 26 februari
  - Bob Hite, amerikansk musiker, sångare, medlem i Canned Heat.
  - Mitch Ryder, amerikansk sångare.
- 27 februari – Carl Anderson, en amerikansk soul- och musikalartist.
- 1 mars – Svenne Hedlund, svensk sångare.
- 7 mars – Arthur Lee, amerikansk gitarrist, grundare av Love
- 8 mars – Micky Dolenz, skådespelare, regissör och musiker, medlem i The Monkees 1966–70.
- 9 mars – Robin Trower, brittisk rockgitarrist, medlem i Procol Harum.
- 14 mars – Michael Martin Murphey, amerikansk countryartist.
- 17 mars – Elis Regina, brasiliansk sångare.
- 24 mars – Hans Josefsson, svensk operasångare och skådespelare.
- 26 mars – Gunnar Bergsten, svensk barytonsaxofonist.
- 30 mars – Eric Clapton, brittisk gitarrist och sångare.
- 1 april – Totta Näslund, svensk musiker.
- 9 april – Steve Gadd, amerikansk musiker, trummis.
- 14 april – Ritchie Blackmore, brittisk gitarrist, medlem i bl.a. Deep Purple och Rainbow.
- 24 april – Robert Knight, amerikansk sångare.
- 25 april
  - Björn Ulvaeus, svensk musiker (gitarrist), textförfattare och låtskrivare, medlem i Abba.
  - Stu Cook, amerikansk basist, medlem i Creedence Clearwater Revival.
- 29 april – Tammi Terrell, amerikansk soulsångare.
- 1 maj – Rita Coolidge, amerikansk sångare.
- 2 maj – Judge Dread, brittisk reggaemusiker,
- 4 maj – Jojje Wadenius, svensk gitarrist, basist, kompositör, arrangör, musikproducent och sångare, medlem i Blood, Sweat & Tears.
- 6 maj – Bob Seger, amerikansk rocksångare och gitarrist.
- 7 maj
  - Ewert Ljusberg, svensk trubadur och vissångare.
  - Christy Moore, irländsk folksångare, gitarrist och låtskrivare.
- 8 maj – Keith Jarrett, amerikansk pianist och kompositör.
- 11 maj – Robert Grundin, svensk operasångare och skådespelare.
- 12 maj – Ian McLagan, brittisk musiker, medlem i Small Faces.
- 13 maj – Lasse Berghagen, svensk låtskrivare, artist, författare och konstnär.
- 18 maj – André Chini, fransk- svensk tonsättare, oboist och dirigent.
- 19 maj – Dusty Hill, amerikansk musiker, basist i bluesrockbandet ZZ Top.
- 19 maj – Pete Townshend, brittisk musiker, gitarrist i rockbandet The Who.
- 26 maj – Tuomo Haapala, finsk-svensk tonsättare, musiker och regissör.
- 27 maj – Bruce Cockburn, kanadensisk gitarrist och singer/songwriter.
- 28 maj – John Fogerty, amerikansk sångare, gitarrist, låtskrivare och musikproducent, medlem i Creedence Clearwater Revival.
- 29 maj – Gary Brooker, brittsik sångare och keybordist, medlem i Procol Harum.
- 1 juni
  - Linda Scott, amerikansk sångare.
  - Frederica von Stade, amerikansk operasångare (mezzosopran).
- 4 juni – Gordon Waller, brittisk sångare, ena halvan i Peter and Gordon.
- 9 juni – Kjell Jeppson, svensk trumslagare och konstnär.
- 14 juni – Rod Argent, brittisk musiker och låtskrivare, medlem i The Zombies och Argent.
- 20 juni – Anne Murray, kanadensisk countrysångare.
- 21 juni – Bert Karlsson, svensk entreprenör och skivbolagsdirektör.
- 24 juni – Colin Blunstone, brittisk sångare, gitarrist, och låtskrivare.
- 24 juni – Bruce Johnston, amerikansk popmusiker, medlem i The Beach Boys.
- 25 juni
  - Carly Simon, amerikansk sångare och låtskrivare.
  - Labi Siffre, brittisk poet, låtskrivare och sångare.
- 1 juli – Debbie Harry, amerikansk rocksångerska och skådespelare, medlem i Blondie.
- 2 juli – Thomas Mapfumo, zimbabwisk musiker och sångare.
- 20 juli – Kim Carnes, amerikansk sångare.
- 28 juli – Richard Wright, brittisk musiker, medlem i Pink Floyd 1965–79.
- 30 juli – David Sanborn, amerikansk jazzmusiker; altsaxofonist.
- 9 augusti – Bengt Lundin, svensk musikteoretiker, tonsättare, arrangör och musiker.
- 16 augusti – Sheila, fransk sångare.
- 18 augusti – Lars Roos, svensk pianist.
- 19 augusti – Ian Gillan, brittisk hårdrockrocksångare och munspelare, medlem i Deep Purple.
- 24 augusti
  - Ken Hensley brittisk organist, medlem i Uriah Heep.
  - Ronee Blakley, amerikansk skådespelare, countrysångare, låtskrivare, musikproducent och lyriker.
- 31 augusti
  - Van Morrison, irländsk musiker.
  - Itzhak Perlman, israelisk violinist.
- 5 september – Al Stewart, brittisk musiker och låtskrivare.
- 8 september
  - José Feliciano, puertoricansk sångare och gitarrist.
  - Ron McKernan, amerikansk musiker, medlem i Grateful Dead.
- 9 september – Dee Dee Sharp, amerikansk sångare.
- 15 september – Jessye Norman, amerikansk operasångare (sopran).
- 24 september
  - John Rutter, brittisk tonsättare och dirigent.
  - Janne Schaffer, svensk gitarrist, medlem i Electric Banana Band.
- 26 september – Bryan Ferry, brittisk musiker, frontfigur i Roxy Music.
- 1 oktober – Donny Hathaway, amerikansk soulsångare och musiker.
- 2 oktober – Don McLean, amerikansk musiker.
- 9 oktober – Chucho Valdés, kubansk pianist, bandledare, kompositör och arrangör.
- 13 oktober – Irene Lindh, svensk skådespelare och sångare.
- 14 oktober – Bernt Staf, svensk proggmusiker.
- 19 oktober – Jeannie C. Riley, amerikansk countrysångare.
- 23 oktober – Kim Larsen, dansk musiker, sångare i Gasolin.
- 26 oktober – Leslie West, amerikansk gitarrist och sångare, medlem i Mountain.
- 29 oktober – Melba Moore, amerikansk disco- och R&B-sångare.
- 3 november – Frans Helmerson, svensk cellist.
- 10 november – Donna Fargo, amerikansk countrysångare och låtskrivare.
- 11 november – Chris Dreja, brittisk gitarrist och basist, medlem i The Yardbirds.
- 12 november – Neil Young, kanadensisk rockmusiker.
- 15 november – Anni-Frid Lyngstad, norsk-svensk sångare, medlem i Abba.
- 26 november – John McVie, brittisk basist, medlem i Fleetwood Mac.
- 28 november – Azar Habib, libanesisk sångare.
- 30 november – Roger Glover, brittisk musiker, basist i Deep Purple 1969–1973.
- 1 december – Bette Midler, amerikansk sångare och skådespelare.
- 10 december – Alf Häggstam, svensk operasångare (bas) och sångpedagog.
- 14 december – Stanley Crouch, amerikansk musik- och kulturkritiker, kolumnist och romanförfattare.
- 20 december – Peter Criss, amerikansk musiker, medlem i Kiss.
- 20 december – Knut Sönstevold, norsk-svensk fagottist.
- 24 december – Lemmy Kilmister, brittisk musiker, basist och sångare i Motörhead.
- 25 december – Noel Redding, brittisk basist/gitarrist, var medlem i The Jimi Hendrix Experience.
- 30 december – Davy Jones, amerikansk skådespelare och musiker, medlem av The Monkees 1966–70.

## Avlidna
- 5 januari – Viking Dahl, 49, svensk kompositör, målare och författare.
- 16 maj – Sten Njurling (”Fred Winter”), 53, svensk kompositör och kapellmästare.
- 2 augusti
  - Pietro Mascagni, 81, italiensk operakompositör.
  - Emil von Reznicek, 85, österrikisk tonsättare.
- 21 augusti – Carl Barcklind, 72, svensk skådespelare, manusförfattare, operettsångare och regissör.
- 15 september – Anton Webern, 61, österrikisk tonsättare.
- 16 september – John McCormack, 61, irländsk-amerikansk sångare (tenor).
- 18 september – Blind Willie Johnson, 48, amerikansk bluessångare och gitarrist.
- 25 september – Julius Korngold, 84, österrikisk musikskriftställare.
- 26 september – Béla Bartók, 64, ungersk tonsättare.
- 11 november – Jerome Kern, 60, amerikansk musikalkompositör.
- 19 november – Ruth Almén, 75, svensk tonsättare, pianist, barnboksförfattare och poet.
- 17 december – Nils Malmberg, 73, svensk militärmusiker och tonsättare.

### Fotnoter
1. ↑  ”78:or & film”. http://78-varv.atspace.cc/dixi.htm. Läst 3 juni 2011.
2. ↑  ”78:or & film”. http://78-varv.atspace.cc/musica.htm. Läst 3 juni 2011.
3. ↑  ”Svensk mediedatabas”. http://smdb.kb.se/catalog/id/000104470. Läst 22 mars 2011.
4. ↑  ”Svensk mediedatabas”. http://smdb.kb.se/catalog/id/000090064. Läst 22 mars 2011.
5. ↑  ”Svensk mediedatabas”. http://smdb.kb.se/catalog/id/000090048. Läst 22 mars 2011.
6. ↑  ”Svensk mediedatabas”. http://smdb.kb.se/catalog/id/002080620. Läst 22 mars 2011.